# Vergini della Presentazione della Beata Vergine Maria
Le Vergini della Presentazione della Beata Vergine Maria (in polacco Zgromadzenie Panien Ofiarowania Najświętszej Maryi Panny) sono un istituto religioso femminile di diritto pontificio.

## Storia
La congregazione fu fondata da Zofia Czeska-Maciejowska che, rimasta vedova, nel 1627 utilizzò le proprie sostanze per istituire a Cracovia un ricovero per la gioventù bisognosa.
L'istituto fu canonicamente eretto da Marcin Szyszkowski, arcivescovo di Cracovia, il 31 maggio 1627 e tra il 1628 e il 1630, con il consenso di papa Alessandro VII, il ricovero si trasformò in congregazione religiosa.
L'approvazione pontificia, già concessa da papa Alessandro VII, fu confermata nel XVIII secolo; l'istituto fu aggregato all'ordine dei frati minori il 19 aprile 1938.

## Attività e diffusione
Le suore si dedicano all'istruzione e all'educazione cristiana della gioventù.
Oltre che in Polonia, sono presenti in Italia e Ucraina; la sede generalizia è a Cracovia.
Alla fine del 2008 la congregazione contava 126 religiose in 18 case.